# Municipalità di Strathfield
La municipalità di Strathfield è una local government area che si trova nel Nuovo Galles del Sud. Si estende su una superficie di 14,1 chilometri quadrati e ha una popolazione di 36.911 abitanti. La sede del consiglio si trova a Strathfield.